# 方天豊
方天豊（ほう てんほう、簡体字:方天丰、拼音:Fāng Tiánfēng、ファン・ティエンフォン、1962年7月28日 - ）は、中国の囲碁棋士。山西省出身、中国囲棋協会に所属、八段。全国囲棋個人戦優勝、新奥杯世界囲碁オープン戦ベスト16など。

## 経歴
11歳で囲碁を学び、12歳で体育学校入り、14歳で集中訓練隊入り。1982年に四段に認定。1984年五段。1985年六段、全国囲棋個人戦で優勝。1986年七段、プロ棋士となる。同年翔遠杯国手快棋戦優勝。
1989年八段、北京科技大学で囲碁と中国文化への影響を教え、その後清華大学、北京大学などでも教えるようになる。1993年山西大学計算機学部卒業。1994年棋王戦ベスト4。
2016年、初の世界戦出場となる新奥杯世界囲碁オープン戦で、古力らを勝ち抜いてベスト16進出するが、3回戦で申眞諝に敗れた。
中国囲棋甲級リーグ戦では1999、2000、2002年に中信大三元チーム、乙級リーグでは2001年に深圳チームで出場。中国囲碁棋士ランキングでは1998年に36位。
日中囲碁交流では、1979年に訪中団の小林覚に0-1。1988年には日中囲碁決戦の代表団として訪日して4-3の成績だった（1-2 小県真樹、2-1 石倉昇、1-0 大平修三）。藤沢秀行は1984年に訪中した際に、太原で方の才能を見出したと述べている。
兄の方天剛三段も囲碁棋士。

## 注
1. ↑  “方天豊：這次贏棋帰結于両点 呼吁老棋手多下比賽”.   中国棋牌網. 2017年5月21日閲覧。 （簡体字中国語）
2. ↑  『棋道』1987年6月号「点描 日中新鋭戦」